# Municipio de Blue Creek (Ohio)
El municipio de Blue Creek (en inglés: Blue Creek Township) es un municipio ubicado en el condado de Paulding en el estado estadounidense de Ohio. En el año 2010 tenía una población de 781 habitantes y una densidad poblacional de 8,31 personas por km².

## Geografía
El municipio de Blue Creek se encuentra ubicado en las coordenadas 41°2′00″N 84°37′50″O / 41.03333, -84.63056. Según la Oficina del Censo de los Estados Unidos, el municipio tiene una superficie total de 94.04 km², de la cual 94,04 km² corresponden a tierra firme y (0 %) 0 km² es agua.

## Demografía
Según el censo de 2010, había 781 personas residiendo en el municipio de Blue Creek. La densidad de población era de 8,31 hab./km². De los 781 habitantes, el municipio de Blue Creek estaba compuesto por el 96,67 % blancos, el 0,51 % eran afroamericanos, el 0,38 % eran amerindios, el 0,38 % eran asiáticos, el 1,15 % eran de otras razas y el 0,9 % eran de una mezcla de razas. Del total de la población el 3,2 % eran hispanos o latinos de cualquier raza.